# Abagrotis uniformis
Abagrotis uniformis är en fjärilsart som beskrevs av Embrik Strand 1921. Abagrotis uniformis ingår i släktet Abagrotis och familjen nattflyn. Inga underarter finns listade i Catalogue of Life.